# Diabrotica virgifera virgifera
Diabrotica virgifera virgifera, hay còn gọi là sâu gây hại rễ ngô miền Tây, là một loài sâu hại rễ ngô gây hại nhiều nhất ở Bắc Mỹ, đặc biệt tại những vùng trồng ngô ở trung tây chẳng hạn như Iowa. Một loài tương tự, sâu gây hại rễ ngô miền Bắc, D. barberi, cũng thường sống chung và khá giống nhau về mặt sinh học.
Hai phân loài khác của D. virgifera cũng được ghi nhận, bao gồm sâu gây hại rễ ngô ở Mexico (Diabrotica virgifera zeae), một loài gây hại đáng kể tấn công Mexico như tên của nó.
Ấu trùng sâu hại rễ có thể tàn phá nghiêm trọng nếu không được đối phó. Ở Hoa Kỳ, ước tính hiện thời có khoảng 30.000.000 mẫu Anh (12.000.000 ha) ngô (hơn 80 triệu cây) đang bị nhiễm sâu hại rễ. Bộ Nông nghiệp Hoa Kỳ ước tính sâu gây hại rễ ngô làm tổn thất khoảng 1 tỷ USD doanh thu mỗi năm, bao gồm 800 triệu USD tổn thất năng suất và 200 triệu USD chi phí phòng chống cho người trồng trọt.

## Vòng đời
Có nhiều điểm giống nhau trong vòng đời của sâu gây hại rễ ngô miền bắc và miền tây. Cả hai đều ở giai đoạn trứng trong đất suốt mùa đông. Trứng được đẻ vào đất trong mùa hè, có hình dáng như quả bóng bầu dục, màu trắng, và ngắn hơn 0,004 inch (0,10 mm). Ấu trùng nở vào cuối tháng năm hoặc đầu tháng sáu và bắt đầu ăn rễ cây ngô. Ấu trùng mới nở ngắn hơn 0,125 inch (3,2 mm), màu trắng. Sâu hại rễ ngô trải qua ba giai đoạn ấu trùng, hóa nhộng trong đất và trồi lên khi trưởng thành vào tháng bảy và tháng tám. Mỗi năm có một thế hệ mới ra đời. Ấu trùng có đầu màu nâu và một mảng màu nâu ở chóp cuối phần bụng, tạo cho chúng hình dạng như có hai đầu. Chúng có 3 cặp chân, nhưng khó thấy nếu không phóng đại. Sau khi vài tuần ăn rễ, ấu trùng đào một ổ trong đất và hóa nhộng. Nhộng có màu trắng và có hình dáng cơ bản của con trưởng thành. Sâu trưởng thành dài khoảng 0,25 inch (6,4 mm). Sâu hại rễ ngô miền Tây màu vàng với dải đen trên mỗi cánh. Sâu hại rễ ngô miền Bắc có màu toàn thân từ nâu vàng nhạt cho đến xanh lục nhạt.